# 国鉄デハ6300形電車
国鉄デハ6300形（こくてつデハ6300がた）は、かつて日本国有鉄道の前身である鉄道院、鉄道省に在籍した木造直流用電車である。
本項では、同系であるデハニ6465形、クハ6400形およびそれらの改造車についても取り扱う。

## 概要
本系列は、1913年（大正2年）、山手線・中央線用として計画されたもので、形態的には本系列以降の標準型系列への過渡的存在となっている。デハ6300形は6両（6300 - 6305）、デハニ6465形は4両（6465 - 6468）、クハ6400形は2両（6400, 6401）製造された。なお、落成が車両称号規程改正に跨ったため、デハ6300形は5両がナデ6145形（6145 - 6149。6305は新形式称号で竣工）、デハニ6465形はナニデ6465形、クハ6400形のうち1両（6400）はナトデ6400形として落成している。製造は、従来の鉄道院新橋工場から、民間の日本車輌製造に移っている。
本系列の車体は、片側3扉で前後位の扉は開き戸で、デハ6300形は側面窓配置は1D222D222D1。妻面が完全に平面になったことが特徴である。前後の出入り台と客室の間にあった仕切り戸も省略されている。屋根は全長にわたるモニター型で、側面には水雷型通風器が片側4個取り付けられている。電装品は旧甲武引継ぎの二軸車から取り外したものを、再用している。台車は明治43年電車用標準型（後に明治45年電車用標準型に交換）である。
クハ6400形は、デハ6300形と同形の車体を持つ制御付随車である。当時の山手線・中央線には付随ボギー車が必要となるほどの輸送量はなかったが、第一次世界大戦勃発により電装品の輸入が途絶したため、やむなく制御付随車として落成させたものである。
デハニ6465形については、普通車三等荷物合造車であり、車内の3分の1ほどを荷物室としている。荷物室の側面には両開き式の引戸があり、荷物積み下ろしの便を図っていた。しかしながら客用の扉は前位に引戸が1箇所のみという、到底乗客の乗降に配慮しているとは思えない代物であった。一方荷物室側の運転台については、必然的に専用の乗務員室が設けられる形となっている。側面窓配置は、1D1D（荷）122222D1である。

## 新宿電車庫火災による廃車
1916年（大正5年）11月24日、新宿電車庫が火災により焼失し、同庫に配属されていた電車20両が焼失した。本系列では、デハ6300形2両（6300，6302）が被災し、同年11月23日付けで廃車されている。焼け残った電装品は、当時、電装品は輸入に頼らざるをえず、貴重品であったことから、デハ6380形新製の際に再用されている。

## 標準化改造
標準化改造については、1920年（大正9年）3月から5月にかけて、火災で廃車となった2両を除く全車に対して実施された。この際、デハ6300形とクハ6400形については、両端の折戸を引戸に改造し、デハニ6465形については折戸の引戸化に加えて、車体中央部に客用扉（引戸）を増設している。そのため同形式の側面窓配置は、1D1D（荷）1D2222D1に変わっている。

## 使用停止
本系列は全車が中央線・山手線で使用されたが、1925年（大正14年）に両線の昇圧により使用が停止された。その後1927年（昭和2年）には、電装解除のうえ全室三等車サハ6410形に編入された。そのうちデハニ6465については、デハ33400形から105PS(85kW)の電装品を譲り受け、全室荷物車（デニ6450形、6458）となったが、狭幅車で唯一、1927年以降も電動車で残った車両となった。転用による番号の新旧対照は次のとおりである。
- デハ6301 → サハ6422
- デハ6303 → サハ6423
- デハ6304 → サハ6424
- デハ6305 → サハ6425

- クハ6400 → サハ6411[II]
- クハ6401 → サハ6412

- デハニ6465 → デニ6458
- デハニ6466 → サハ26415
- デハニ6467 → サハ26416
- デハニ6468 → サハ26417

## 1928年10月車両称号規程改正にともなう変更
1928年（昭和3年）10月1日に施行された車両称号規程改正により、本系列も全車が改番の対象となった。旧デハ6300形およびクハ6400形のサハ6410形については、全車が制御電圧600Vのサハ6形に、旧デハニ6465形のサハ6410形については、制御電圧100Vのサハ19形に改称された。デニ6458については、モニ3形となっている。また、サハ6形となったものの一部は、1932年（昭和7年）3月に制御電圧を100V化してサハ19形に編入されている。新旧番号対照は次のとおりである。
- サハ6411 → サハ6002 → サハ19046
- サハ6412 → サハ6003 → サハ19047
- サハ6422 → サハ6013 → サハ19057
- サハ6423 → サハ6014
- サハ6424 → サハ6015
- サハ6425 → サハ6016

- サハ26415 → サハ6033
- サハ26416 → サハ19044
- サハ26417 → サハ19045

- デニ6458 → モニ3009

## 廃車と譲渡
制御電圧600Vのまま残ったサハ6形4両が1931年11月に廃車されたが、サハ19形として残ったものは国が戦時体制となったことで資源活用の観点から廃車が控えられたこと、台枠の構造が鋼体化にも適さなかったことから、老朽化が進みながらも太平洋戦争の終戦後までほとんど手を加えられることなく使用された。戦後は事業用車として1955年（昭和30年）まで使用されたものもある。これらの変遷については次に掲げる。
- サハ19044 → 1948年廃車
- サハ19045 → 1948年廃車
- サハ19046 → ナヤ16908（1952年、配給客車に転用） → ナル17611（1953年車両称号規程改正による）
- サハ19047 → サエ9301（救援車に転用後、1953年車両称号規程改正により改称） → 廃車（1955年）
- サハ19057 → 上毛電気鉄道（1948年）未入籍 → 上信電気鉄道（1949年）クハ11 → クハニ12（1957年 鋼体化）→ 廃車（1981年）

デニ3009については、1934年（昭和9年）9月に廃車され、三信鉄道に譲渡後、鋼体化を経て1943年（昭和18年）8月の戦時買収により国有鉄道に復帰している。この詳細については三信鉄道の電車#鋼体化グループを参照されたい。